# Oriolus kundoo
La oropéndola india (Oriolus kundoo) es una especie de ave paseriforme de la familia Oriolidae propia del subcontinente indio y Asia Central. Antiguamente se consideraba que esta especie era una subespecie de la oropéndola europea, pero ha sido identificada como una especie de pleno derecho a causa de sus diferencias en cuanto a morfología, plumaje, llamadas y al hecho de que ambas no se entrecruzan. Los machos adultos se distinguen de la oropéndola europea porque la raya negra en su ojo se prolonga más allá del mismo. La oropéndola india migra parcialmente. Se reproduce en Pakistán, Uzbekistán, Turkmenistán, Kazajistán, Kirguistán, Tayikistán, Afganistán y Nepal, como gran parte de la India. La población de la India es en gran parte residente mientras que las otras poblaciones migran.

## Descripción

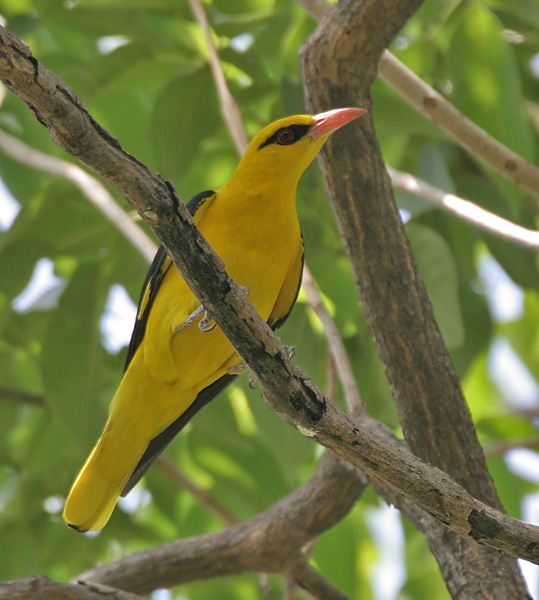
Macho visto desde abajo.

Es muy similar a la oropéndola europea pero su cola es más amarilla y es más pálido el rojo del iris y el pico. En el macho la raya negra del ojo se extiende más allá del ojo, además posee un gran carpal patch en el ala y extremos amarillos grandes en las plumas secundarias y terciarias. Las streaks en la zona inferior de las hembras es más definida que en las hembras de la oropéndola europea. La especie europea es más grande, sus alas miden 149-162 mm en adultos comparado con 136-144 mm en O. kundoo. También la fórmula del ala es diferente siendo la primaria 2 más larga que 5 en O. oriolus mientras que la primaria 5 es más larga que la 2 en O. kundoo. Charles Vaurie concluyó que una población denominada baltistanicus era indistinguible de kundoo mientras que turkestanica parece se basaba en un espécimen típico de Oriolus oriolus.

## Distribución y hábitat
La oropéndola se reproduce desde Baluchistán y Afganistán por los Himalayas hasta Nepal. Algunas poblaciones se reproducen en la región peninsular pero son locales en extremo. Las poblaciones del norte pasan el invierno en el sur de la India, algunos ejemplares llegan hasta Sri Lanka. No existen certificaciones rigurosas de los registros sobre avistamientos en Maldivas y las islas Andaman.
La oropéndola india mora en diversos hábitats incluidos bosques caducifolios abiertos, bosques casi siempreverdes, zona de arbustos, manglares, terrenos abiertos con algunos árboles dispersos, parques, y plantaciones.

## Comportamiento y ecología

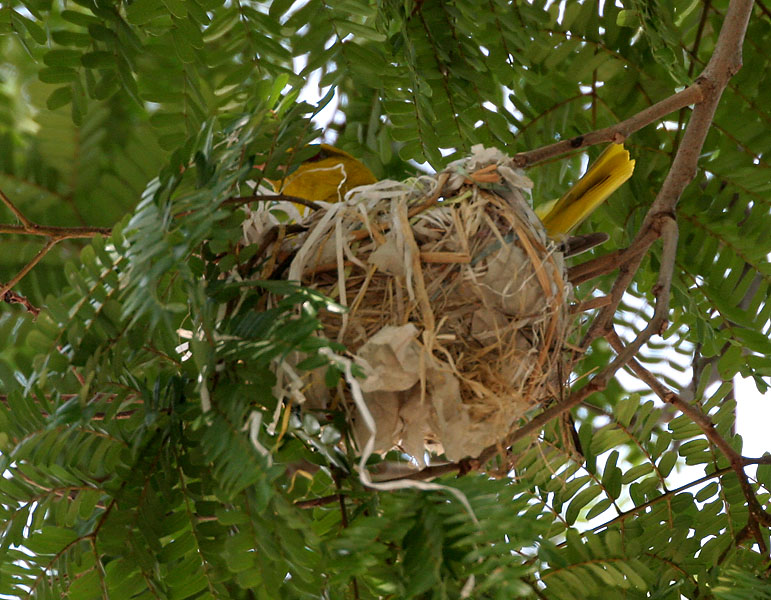
Macho en el nido (Hyderabad, India).

Las oropéndolas se alimentan de frutos, néctar e insectos. Pueden dispersar las semillas de numerosas plantas de bayas incluida la Lantana camara invasora. Existe un registro de una oropéndola atacando un Draco dussumieri. Su vuelo es corto pero poderoso y se ha determinado que llegan a alcanzar velocidades de unos 40 km/h. A veces se bañan zambulléndose en pequeños estanques de agua. Un ejemplar anillado en Gujarat fue recuperado en Tayikistán más de nueve años después.
La temporada de reproducción va de abril a agosto, el nido es una pequeña taza ubicada en una bifurcación de una rama cerca del extremo de la rama. A menudo los nidos son construidos en proximidades del nido de un drongo real. La puesta consiste por lo general de dos a tres huevos blancos con manchitas rojizas, pardas y negras. Ambos padres se ocupan del cuidado del nido y los pichones, defendiendo el nido de aves intrusas tales como chicras y cuervos.
Un parásito de la sangre tipo protozoo, Haemoproteus orioli, propio de esta especie se ha sugerido que también parasita a otras especies de oropéndolas aunque posiblemente con linajes diferentes.